# Laces
Latsch (Laces) tiếng Ý: Laces; tiếng Đức: Latsch; Archaic (1185 CN): Lacis; Latin: Laqueus) là một đô thị ở tỉnh ] Bolzano-Bozen trong vùng Trentino-Alto Adige/Südtirol của Ý, có vị trí cách khoảng 60 km về phía tây bắc của thành phố Trento và khoảng 40 km về phía tây bắc của thành phố Bolzano (de. Bozen). Tại thời điểm ngày 31 tháng 12 năm 2004, đô thị này có dân số 5.006 người và diện tích là 78,8 km².
Đô thị Latsch (Laces) có các frazioni (các đơn vị cấp dưới, chủ yếu là các làng) Coldrano, Morter, San Martino al Monte, và Tarres.
Latsch (Laces) giáp các đô thị: Kastelbell-Tschars (Castelbello-Ciardes), Martell (Martello), Schnals (Senales), Schlanders (Silandro), và Ulten (Ultimo).